# John Anster Fitzgerald
Pour les articles homonymes, voir John FitzGerald (homonymie).
John Anster Christian Fitzgerald (1819-1906) est un peintre féerique victorien et un portraitiste anglais. Il est surnommé Fairy Fitzgerald (littéralement « Fitzgerald féerique ») à cause de son domaine de prédilection. Plusieurs de ses peintures féeriques sont sombres et contiennent des images de goules, de démons et font des références à l'usage des drogues. Son œuvre a été comparée à celles de Hieronymus Bosch et de Pieter Brueghel à cause de ses scènes cauchemardesques et surréalistes.